# Serpuhovsko-timirjazevska linija
Serpuhovsko-timirjazevska linija (rusko Серпухо́вско-Тимиря́зевская ли́ния, IPA: [sʲɪrpʊˈxofskə tʲɪmʲɪˈrʲazʲɪfskəjə ˈlʲinʲɪjə]) (Linija 9; Siva linija) je linija Moskovske podzemne železnice. Prvotno je bila odprta leta 1983, pozneje pa je bila razširjena  v 80. letih, na začetku 90. in na začetku 2000. let. Trenutna dolžina proge je 41,2 km in je tako med najdaljšimi progami Moskovske podzemne železnice in vsebuje 8. najdaljši predor podzemne železnice na svetu. Na progi je trenutno 25 postaj.

## Zgodovina
Projekt severno-južnega diametra je bil dokončan v Moskovskem splošnem razvojnem načrtu 1971 in gradnja se je začela sredi 70. let. Prva stopnja, južni Serpuhovski radij, je bil odprt leta 1983, kar je pripeljalo podzemno železnico v južne rajone Danilovski, Nagorni, Zjuzino in Čertanovo Severnoje. Radij se je začel na Serpuhovskem trgu in se nadaljeval vzdolž Varšavskega šosseja, dvakrat prečkal Pavelecko železniško progo, se rahlo odmaknil proti zahodu mimo Azovske ceste, kjer je srečal nekdanjo končno postajo Zamoskvorečne (pred letom 1984) in Kahovske linije (1983–2019) – Kahovsko postajo. Po tem linija prečka glavno križišče Čertanova Severnega pri Balaklavski aveniji in Sevastopolskem bulevardu ter prispe na končno postajo v Čertanovim Centralnem.
Med tehničnimi metodami, uporabljenimi pri gradnji tega odseka so tudi nekatere nove, med katerimi je prehod od globoke poravnave do plitke v mokri zemlji. Uporabljena je bila nova tehnika obrisnega zamrzovanja, ki je nato uporabljalo eksplozive za vrtanje skozi nestabilna območja. Odsek med Serpuhovskajo in Tulskajo je bil težaven zaradi dveh uhajanj goriva z bencinske črpalke nad njim skozi leta, kar je zemlja absorbirala, tako da bi visoka koncentracija dimov lahko povzročila požar v nedokončanem predoru in to je vpeljalo novo prakso dodajanja dodatnih vrtin v območjih z oteženim prezračevanjem.
Novembra 1985 je bila linija prvič podaljšana proti jugu do postaje Praška. To postajo so oblikovali češkoslovaški inženirji in specialisti s Praške podzemne železnice. Istočasno so sovjetski inženirji v Pragi zgradili postajo Moskovska.
Sredi 80. let se je začelo delo na podaljševanju linije skozi mestno središče proti severu. Ta zelo globok odsek prečka območji Jakimanka in Arbat, kjer so bile leta 1986 zgrajene prve štiri prestopne postaje (vzdevek ABBA po prvih črkah postaj: Aleksandrovski Sad–Borovicka–Biblioteka imeni Lenina–Arbatska). Leta 1986 je sledila postaja Čehovska, ki leži blizu Puškinovega trga in ponuja prestope na postaji Puškinska in Gorkovska (zdaj Tverska) na Ždanovsko-krasnopresnenski in Gorkovsko-zamoskvorečni liniji. Leta 1988 so zgradili še zadnji podaljšek skozi središče, ki je zavil vhodno do postaje Cvetnoj bulvar in nato prečkal Obročasto linijo pri Novoslobodskaji ter prispel na končno postajo pri Savjolovski železniški postaji.
Potem je leta 1991 sledila gradnja Timirjazevskega radija in velika razširitev na pet postaj vzdolž Dmitrovskega šosseja do severnih rajonov Timirjazovski, Butirski, Marfino ter Otradnoje in je zagotovila tri povezave do postaj Savjolovske železniške proge.
Postaja Timirjazevska je edina v Moskvi, ki ima dizajn z enim globokim obokom (Leningrajski dizajn). Severno od Otradnega so zgradili še dve postaji: Bibirevo leta 1992 in Altufjevo leta 1994, po čemer je bila linija najsevernejša v sistemu.
Na nasprotnem Serpuhovskem radiju so na začetku 2000. let zgradili še tri postaje na južnem delu rajona Čertanove: Ulica Akademika Jangelja (2000), Annino (2001) in Bulvar Dmitrija Donskogo (2002). Slednja je linijo pripeljala v rajon Severnoje Butovo, s čemer je bila linija prva, ki je prečkala Moskovsko obročasto obvoznico. Danes je linija edina v Moskvi, za katero ni načrtov ali predlogov za razširitev.